# Napaea agroeca
Napaea agroeca är en fjärilsart som beskrevs av Hans Ferdinand Emil Julius Stichel 1910. Napaea agroeca ingår i släktet Napaea och familjen Riodinidae. Inga underarter finns listade i Catalogue of Life.